# Josef Art
Josef Art (* 1942 in Bayern) ist ein deutscher Ju-Jutsuka, Sachbuchautor und Sportfunktionär.

## Werdegang
Josef Art betrieb seit seiner Jugend verschiedene Kampfsportarten wie Judo und Taekwon-Do. 1969 wurde er Ju-Jutsuka und gründete 1975 den Budo-Club Preith. Als Sportfunktionär vertrat er die bayerische Landesgruppe Ju-Jutsu von 1973 bis 1976 als 2. Vorsitzender und als 1. Vorsitzender von 1976 bis 1991 im Deutschen Dan-Kollegium (DDK). 1979 veröffentlichte er das Standardwerk Ju-Jutsu – Modernste Selbstverteidigung, das bis in die 1990er Jahre aktuell war. 1983 erschien sein Zweitwerk  Ju-Jutsu Praxis.
Von 1983 bis 1991 war er Sportwart und Landestrainer in Bayern, von 1980 bis 1993 Bundestrainer. Er begründete den Wettkampf im Ju-Jutsu mit. Dazu erstellte er ein Regelwerk, das in den 1980ern eingesetzt wurde. Als Bundeskampfrichter war er in Deutschland tätig. Er arbeitete als Polizeibeamter aktiv an der Anwendung des Ju-Jutsus im bayerischen Polizeidienst mit, war Polizeireferent sowie Ausbildungsleiter in der SV.
2012 wurde Art der 9. Dan Ju-Jutsu für sein Lebenswerk verliehen.
2025 wurde Josef Art der 10. Dan Ju-Jutsu verliehen.

## Werke
- Judo, Polizeigriffe, Ju-Jutsu. Selbstverlag 1973.
- Ju-Jutsu: modernste Selbstverteidigung. Selbstverlag 1979.
- Ju-Jutsu-Praxis. Selbstverlag 1983. (Dritte Auflage: 1990, ISBN 3-9800837-1-3)